# Гончаров, Владислав Иванович
Владислав Иванович Гончаров (24 октября 1939, Махачкала — 8 июля 2006, Владикавказ) — российский учёный, геолог, академик Российской академии наук (2003, член-корреспондент с 2000), доктор геолого-минералогических наук (1981), профессор.

## Биография[1]
1962 — окончил Северо-Кавказский горно-металлургический институт.

1962 — Северо-Восточное геологическое управление

1966 — Северо-Восточный комплексный научно-исследовательский институт

1988 — Магаданский филиал Хабаровского политехнического института

1989—1994 гг. — директор Магаданского филиала Хабаровского политехнического института

1994—2003 гг. — директор Северо-Восточный комплексный НИИ ДВО РАН

2004 — Владикавказский научный центр РАН, проректор Северо-Кавказского горно-металлургического института, директор Института геологии и природопользования Северо-Кавказского горно-металлургического института, работа в Правительстве Республики Северная Осетия-Алания.

## Научные интересы
Работы в области геодинамики, исследования геологии и сейсмики горных районов. Один из авторов карты золотоносности Северо-Востока СССР.

## Награды[1]
- 1958 — Медаль «За освоение целинных земель»
- 1983 — Орден Трудового Красного Знамени
- 1984 — Почетный диплом и «Золотой знак» за участие в организации XXVII Международного Геологического Конгресса (проходил в Москве)
- 2002 — Премия имени В. А. Обручева